# Copidosoma shawi
Copidosoma shawi är en stekelart som beskrevs av Emilio Guerrieri och John S. Noyes 2005. Copidosoma shawi ingår i släktet Copidosoma och familjen sköldlussteklar.
Artens utbredningsområde är Nederländerna. Inga underarter finns listade i Catalogue of Life.